# 스프링필드 소총

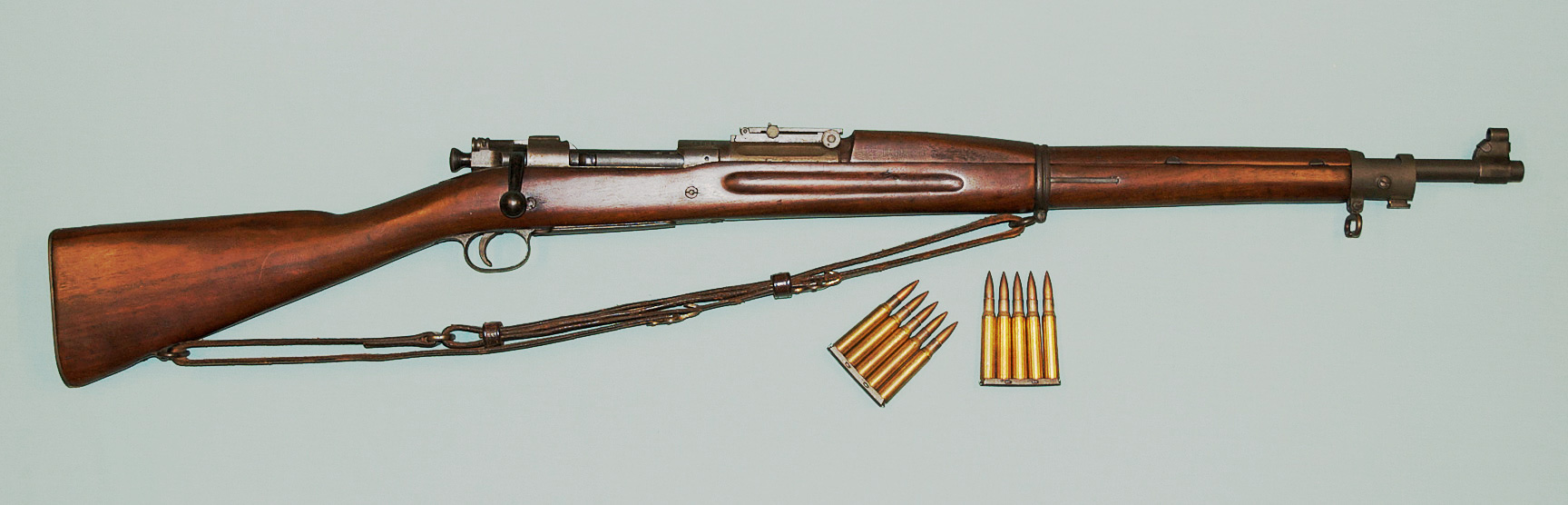
1903 스프링필드 소총

스프링필드 소총(Springfield rifle)은 미군을 위해 매사추세츠주 스프링필드의 스프링필드 조병창이 생산한 각종 화기를 의미한다.
현대에서 스프링필드 소총은 대개 세계 대전에 사용된 스프링필드 모델 1903을 의미한다.
머스킷총:
- 스프링필드 모델 1855 – 강선머스킷
- 스프링필드 모델 1861 – 머스킷총
- 스프링필드 모델 1863 – 머스킷총

단발식 소총:
- 스프링필드 모델 1865 – 후장식 소총 "First Allin"
- 스프링필드 모델 1866 – 후장식 소총"Second Allin"
- 스프링필드 모델 1868 – "Trapdoor Springfield"
- 스프링필드 모델 1869 – "Trapdoor Springfield"
- 스프링필드 모델 1870 – "Trapdoor Springfield"
- 스프링필드 모델 1870 Remington-Navy – Rolling Block
- 스프링필드 모델 1871 – Remington Army Rolling Block
- 스프링필드 모델 1873 – "Trapdoor Springfield"
- 스프링필드 모델 1875 – Officer's rifle
- 스프링필드 모델 1877 – 카빈
- 스프링필드 모델 1880 – Triangular-rod bayonet rifle
- 스프링필드 모델 1882 – Short rifle
- 스프링필드 모델 1884 – 소총
- 스프링필드 모델 1886 – 기총
- 스프링필드 모델 1888 – Round-rod bayonet rifle

연발총:
- 스프링필드 모델 1892–99 – Krag–Jørgensen 소총
- 스프링필드 모델 1903 – 제1차 세계 대전의 표준 미국 군사용 소총
- 스프링필드 모델 1922 – .22 구경 훈련 소총

자동장전소총:
- M1 개런드
- M14 소총